# DotEmu
DotEmu — французская компания, издающая компьютерные игры, создана в 2007 году Ксавье Лиардом и Роменом Тиссерана, штаб-квартира во Франции. Эта компания изначально была создана для B2B-адаптации и эмуляции старых игр, и теперь работает через B2C-сервис дистрибуции dotemu.com.
Сервис дистрибуции: Пользователи могут приобрести старые игры на PC, скачав новые, получить игры для iPhone/iPod Touch через iTunes Store, либо непосредственно сыграть в онлайн-игры в браузере.

## История
Dotemu была основана Ксавье Лиардом и Роменом Тиссераном в 2007 году. Офисы компании расположены в Париже, недалеко от Фоли-Бержер.
В сентябре 2015 года Лиард и Тиссеран продали свою компанию неназванному частному инвестору. Позже в том же месяце они основали новую компанию, занимающуся выпуском игр — Playdigious.
В марте 2017 года Dotemu объявили, что их интернет-магазин будет закрыт 1 июня того же года. Компания сослалась на слишком сильную рыночную конкуренцию и желание сфокусироваться на разработке игр, а не их распространении.
В марте 2018 года Dotemu объявила о создании The Arcade Crew, издательского лейбла, который будет поддерживать небольшие команды разработчиков.
В августе 2021 года компания была приобретена Focus Home Interactive (ныне Focus Entertainment) примерно за 38,5 млн евро (46 млн долларов США).

## Продукты
Созданная в феврале 2007 года, DotEmu посвящена эмуляции и быстрому портированию старых игр на современные платформы: ПК, iPhone/iPod Touch и Веб/Flash. Игры упакованы с использованием собственного программного эмулятора, бинарных патчей или в комплекте с свободными эмуляторами, такими как ScummVM и DOSBox.
По состоянию на 6 мая 2010, было адаптировано 7 игр:
- Nicky Boom 1 (разработанная Microïds) адаптирована для ПК, Смартофонов, iPhone/iPod Touch, Интернет
- Nicky 2 (разработанная Microïds) адаптирована для ПК, Windows iPhone/iPod Touch, Интернет
- Krypton Egg (разработанная HitSoft) адаптирована для ПК и iPhone/iPod Touch
- Golvellius (разработанная D4Entreprise) адаптирована для iPhone/iPod Touch
- Boulder Dash Classic & Arcade (разработанная First Star Software) адаптирована для ПК и Интернет
- Street Fighter II — Champion Edition (разработанная Capcom) адаптирована для Интернет/Flash совместно с Gametap.
- Silmarils Collection (разработанная Silmarils): 16 игр, таких как трилогия Ishar, Robinson’s Requiem, Deus, Transarctica, и т. д. адаптирована для PC.
- Трилогия Gobliiins (разработанная Coktel Vision) доступна на ПК и скоро на iPhone/iPod Touch
- Heroes of Might and Magic III (разработанная New World Computing) адаптирована для Windows, Android и iOS[10]

Геймплей, графика и некоторые другие функции могут быть модернизированы, чтобы сделать игры более подходящими для целевого устройства.

## Дистрибуция
6 мая 2010 DotEmu открыла собственный сервис цифровой дистрибуции по адресу DotEmu.com, собирающий компьютерные игры, Flash-игры и бинарные патчи для iPhone/iPod Touch, эмулированные или портированные из старых игр.
По состоянию на 14 мая 2010, DotEmu сделала 36 игр. Доступны либо на ПК, iPhone/iPod Touch или онлайн, игры добавляются на еженедельной основе, и в основном многоязычными.
Ниже приведен неполный список некоторых ПК-игр распространяемых на DotEmu.com:
- Atlantis 3 и Atlantis Evolution (разработанные Cryo Interactive)
- Broken Sword 2 и 3 (разработанные Revolution Software)
- Трилогия Gobliiins (разработанная Coktel Vision)
- Maupiti Island (разработанная Lankhor)
- Syberia 1 и 2 (разработанные Microïds)